# 赵勇 (1956年)
赵勇（1956年5月—2014年10月1日），山东掖县人，1972年12月参加中国人民解放军，1976年11月加入中国共产党。中国人民解放军空军少将。
历任中国人民解放军空军第二航空学院政治委员，中国人民解放军空军航空大学政治部主任，中国人民解放军空军指挥学院训练部部长、政治部主任，中国人民解放军总政治部干部部副部长。2013年5月，任中国人民解放军济南军区空军副政治委员。2014年9月卸任，同年10月1日在北京病逝。